# Rivalto
Rivalto (già Rio Alto) è una frazione del comune italiano di Chianni, nella provincia di Pisa, in Toscana.

## Geografia fisica
Il borgo di Rivalto è situato nella parte meridionale della Valdera e si trova a circa 350 m d'altitudine su una cima delle Colline superiori pisane fra il torrente Rio maggiore e quello del Fine di Rivalto.
Il paese dista 3 km dal capoluogo comunale e circa 45 km da Pisa.

## Storia
Rivalto nacque come rocca fortificata nel periodo alto-medievale e deve il suo toponimo non da Ripalta o Rupe Alta, come fu creduto per molto tempo, ma piuttosto dal torrente del Rio maggiore, Rio Alto, che ha origine da un poggio poco distante dal paese. Posto nella diocesi di Volterra, si trova al confine con i territori dell'arcidiocesi di Pisa e questo fatto ha acceso aspre dispute per il possesso tra i vescovi delle due città, la più notabile nel 1128 tra l'arcivescovo di Pisa e la badia di Morrona, risolta poi cinque anni dopo. Rivalto ebbe il titolo di marchesato concesso alla famiglia Riccardi di Firenze.
Nel 1883 la frazione contava 444 abitanti.

## Monumenti e luoghi d'interesse

### Architetture religiose
- Chiesa dei Santi Fabiano e Sebastiano, chiesa parrocchiale della frazione, risale al periodo medievale, ma presenta delle modifiche effettuate nel corso del XVII secolo. La parrocchia di Rivalto si estende su un territorio che conta 199 abitanti.[3]

- Oratorio della Compagnia della Santa Croce, piccola cappella risalente al periodo tra il XVII e il XVIII secolo, conserva presso l'altare un dipinto con Maria addolorata e san Giovanni del XVII secolo.

- Santuario della Madonna del Carmine, risalente al XVIII secolo, testimonia la fortuna del culto della Madonna del Carmine nel territorio di Chianni, essendo uno dei due santuari chiannerini con questo titolo. Dal santuario di Rivalto proviene un'immagine raffigurante la Madonna del Carmine della seconda metà del XVII secolo del pittore fiorentino Carlo Dolci.
- Palazzo del Borgo, antico palazzo con vista panoramica della Valdera, trasformato in residenza turistica.